# Michiel Pesman
Michiel Walter Pesman (Thesinge, 28 mei 1887 – Denver, 15 november 1962) was een Amerikaans-Nederlands ingenieur, tuin- en landschapsarchitect, botanicus en universitair docent.

## Leven en werk
Pesman werd in 1887 in het Groningse dorp Thesinge geboren als een zoon van de landbouwer Gerardus Pesman (1841-1930) en Elisabeth Elema (1842-1922). Na de middelbare school studeerde hij aan de Colorado State University. Hij studeerde in 1910 af in de tuin- en landschapsarchitectuur. Pesman begon zijn carrière bij de Chamberlain Landscaping Company te Denver. In 1917 werd hij aangesteld bij de Denver Society of Ornamental Horticulture. In 1919 sloot hij zich aan bij het tuin- en landschapsarchitectenbureau van Saco Rienk DeBoer (1883-1974). In 1924 begon hij voor zichzelf. Hij heeft tientallen stadsparken en privétuinen ontworpen.
Pesman werd in 1943 directeur van de Colorado State Forestry Association, dat later de Colorado Forestry and Horticulture Association ging heten. Pesman doceerde tuin- en landschaparchitectuur aan de Colorado State University, aan de Universiteit van Colorado en aan de Universiteit van Denver. Hij heeft, als amateur-botanicus, enkele boeken geschreven over de flora van Colorado en Mexico.
Pesman trouwde op 1 augustus 1923 te Buffalo met Anna Beth Hyde (1893-1963). Uit dit huwelijk werden twee kinderen geboren. Hij overleed in 1962.